# Brufina
Brufina, voluit de Société de Bruxelles pour la finance et l'industrie, was een Belgische holding.

## Geschiedenis
Brufina werd in 1934 opgericht, maar haar geschiedenis ging terug tot de oprichting van de Bank van Brussel in 1871. Na de beurskrach van 1929 en de Glass-Steagall Act van 1933 in de Verenigde Staten voerde België een scheiding door tussen bankmaatschappijen en hun industriële of commerciële belangen om belangenconflicten te beperken. Als gevolg daarvan werd de voormalige gemengde Bank van Brussel omgedoopt tot Société de Bruxelles pour la finance et l'industrie, kortweg Brufina. Deze holdingmaatschappij beheerde vervolgens de investeringsportefeuille en een 'nieuwe' Bank van Brussel werd opgericht voor uitsluitend bancaire activiteiten. Deze nieuwe bank bleef wel voor 100% in handen van de holding Brufina.
Twee jaar later nam de holding Cofinindus (Compagnie financière et industrielle), gecontroleerd door de familie de Launoit met aan het hoofd Paul de Launoit, een beslissend belang in Brufina. De voornaamste belangen van Brufina waren de Bank van Brussel (7%), Electrobel (6,6%), Thy-Marcinelle (28%) en Cometra (30%).
Vanaf 1969 had de Compagnie Lambert pour l'industrie et la finance (CLIF), kortweg Compagnie Lambert, een participatie in Brufina. Deze holding werd gecontroleerd door de familie Lambert die de Bank Lambert leidde. Léon Lambert wilde immers dat zijn bank doorgroeide via de Bank van Brussel en uiteindelijk beide banken fuseren. In 1972 fuseerden de holdings Brufina, Cofinindus en Compagnie Lambert tot de nieuwe maatschappij Compagnie Bruxelles Lambert pour la finance et l'industrie. In 1975 fuseerden uiteindelijk ook de Bank van Brussel en Bank Lambert tot de Bank Brussel Lambert (BBL). De Compagnie Bruxelles Lambert werd in 1977 de Groupe Bruxelles Lambert (GBL).
De BBL en GBL kwamen in 1982 in financiële moeilijkheden. Albert Frère nam de leiding van de holding van Léon Lambert over en de GBL bouwde haar belang in de BBL van 47% naar 10% af. De BBL ging in 1998 in de Nederlandse ING Groep op.